# Ansina
Ansina (en castellà i oficialment Villa Ansina) és una petita localitat de l'Uruguai.

## Geografia
Es troba al nord-est del departament de Tacuarembó, a pocs quilòmetres del límit amb Rivera.

## Població
D'acord amb les dades del cens del 2004, Ansina té una població aproximada de 2.790 habitants.